# Metriopelia morenoi
La tortolita de ojos desnudos, palomita de Moreno, palomita de ojos desnudos, palomita ojo desnudo, palomita ojos desnudos o palomita andina (Metriopelia morenoi) es una especie de ave columbiforme de la familia Columbidae endémica de Argentina. No se conocen subespecies.

## Características
Tiene el dorso pardo y el vientre ceniciento; y el periocular anaranjado; sus patas rosáceas.

## Historia natural
Es observable en el terreno, en grupos mínimos. Es confiada, pero difícil de encontrar, se mimetiza con el entorno.
Su hábitat natural son montes subtropical o tropical de alta altitud.